# 米希德拉河
米希德拉河（烏克蘭語：Михидра），是烏克蘭西南部的河流，屬於錫雷特河的左支流。該河發源自巴格納附近，流經切爾尼夫齊州的切爾尼夫齊區和維日尼察區，河道全長32公里，流域面積168平方公里。